# Candiles Uriangato

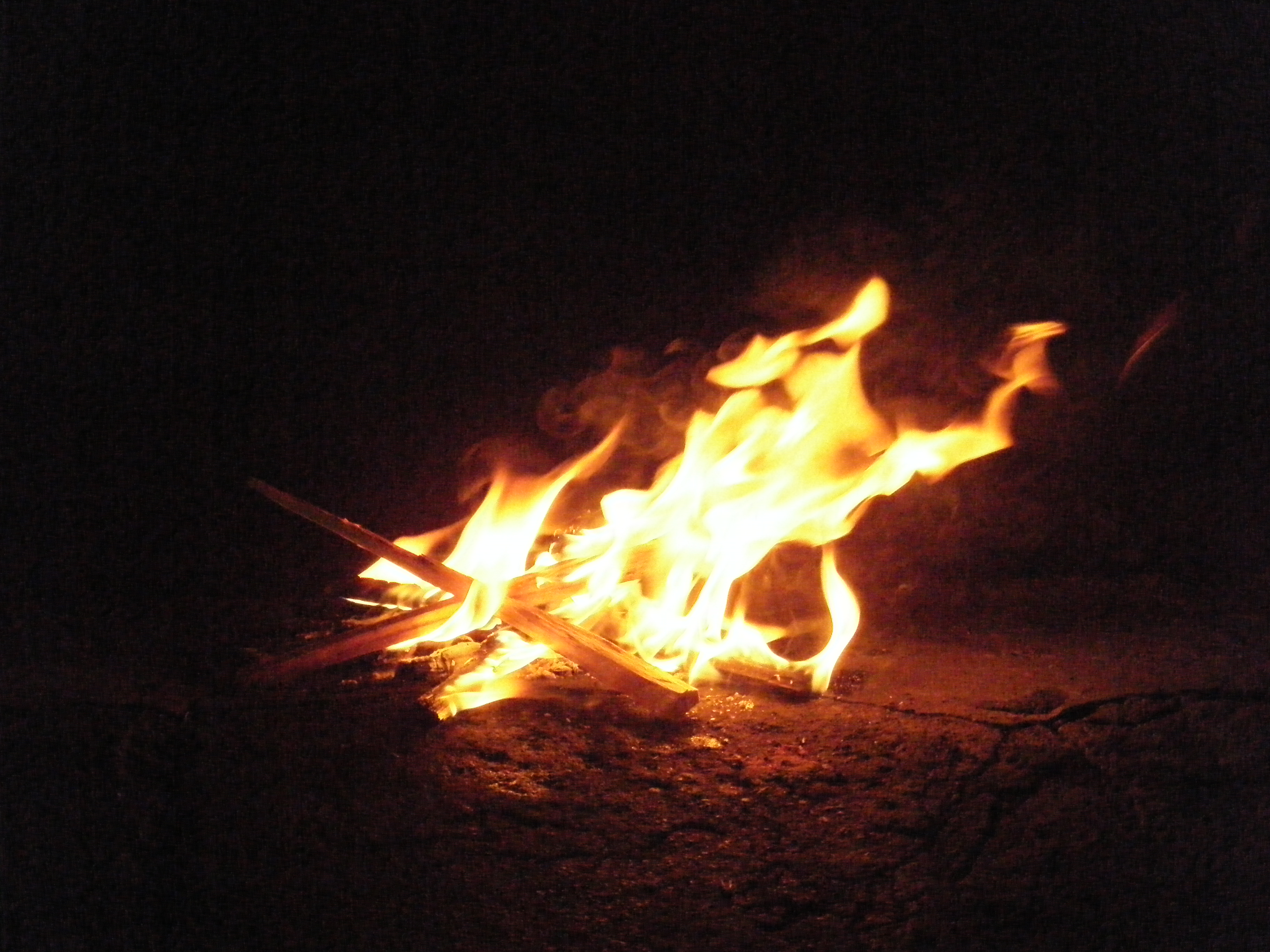
Candiles de ocote en Uriangato, importante tradición local para celebrar el novenario en honor de san Miguel Arcángel.

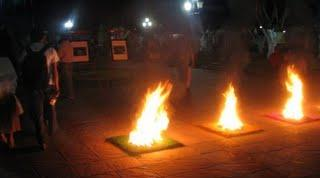
Candiles en el Jardín de Uriangato, durante los festejos del 404 aniversario de Uriangato.

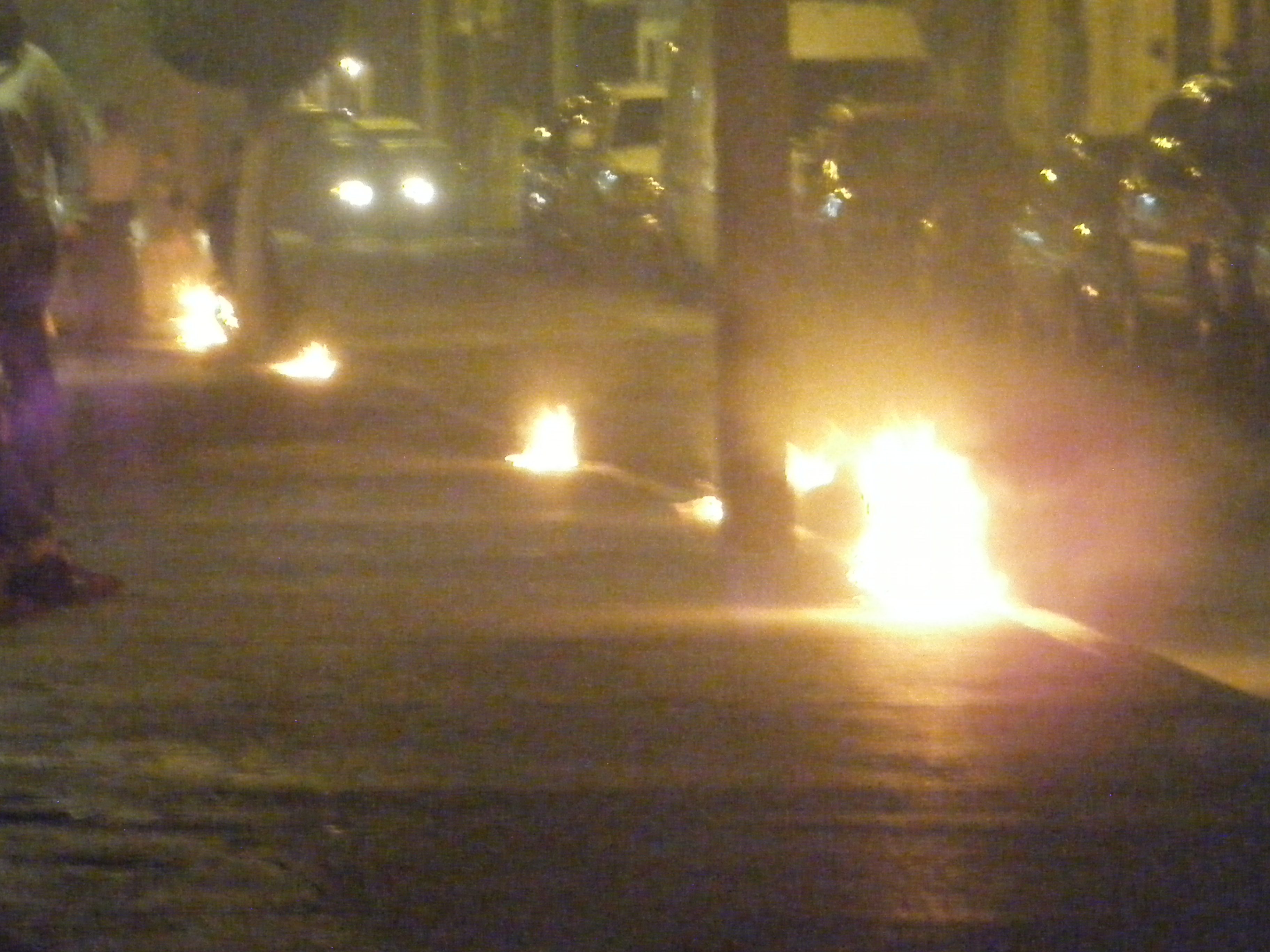
Candiles en el centro de la ciudad (septiembre de 2009).

Los candiles son una de las máximas manifestaciones del folclore Uriangatense, utilizados para celebrar la novena de la fiesta del Arcángel San Miguel, Santo Patrono de la ciudad de Uriangato en el estado de Guanajuato, en México.
Consisten en el encendido de una fogata de madera de ocote, colocada en el borde de las aceras (banquetas) de las calles de la ciudad de Uriangato, generalmente a la altura de la puerta de entrada de las viviendas, dicha fogata se coloca sobre una superficie metálica o sobre ladrillos (tabiques) durante los días 19 al 28 de septiembre de cada año. Al finalizar este novenario se realiza la fiesta en honor de san Miguel Arcángel.
En consecuencia existe gran daño ambiental que se evidencia al tener gran acumulación de humo durante los días de festejo derivando en problemas respiratorios

## Origen
Se tienen registros de esta tradición tal y como la conocemos ahora desde principios del siglo XX, sin embargo la ofrenda de fuego con ocote es una tradición prehispánica ofrecida al Dios "Curicaveri" tradicional del Estado de Michoacán.
Tras la conquista, se adaptó esta tradición al cristianismo, no se sabe cómo ni en qué momento, pero la creencia popular indica que la luz que emanan de las fogatas de ocote indican al Arcángel San Miguel el camino hacia su parroquia en este lugar. Por lo que durante el novenario a San Miguel Arcángel es tradicional el encendido de los candiles como ofrenda religiosa. 
Se ignora el origen exacto y la justificación de esta tradición, sin embargo algunos pobladores de la localidad refieren que el origen posiblemente se ubique en la época colonial, ya que el fuego ha sido un objeto de veneración importante para los diferentes grupos indígenas de este país y puede ser un instrumento utilizado por los primeros pobladores de San Miguel Uriangato para venerar al Arcángel San Miguel, también existe la teoría de que cuando los primeros pobladores se reunían en la vía pública era necesario alumbrarse, pues no existía el alumbrado público, de esta manera se solucionaban los problemas por la falta de energía eléctrica.
La razón por la que se utiliza el ocote como madera para la combustión es desconocida, sin embargo la explicación más probable es que sea debido a su característico aroma al quemarse y a que es una madera relativamente barata, compacta, de lenta combustión y fácil de conseguir en las regiones norte y centro del Estado de Michoacán, por lo tanto resulta más agradable al olfato quemar ocote, que quemar otro tipo de madera abundante en la región de Uriangato como el mezquite o el pirul.

## Expansión de la tradición
A partir del año 2009, se ha incorporado esta tradición a diversas festividades como el Aniversario de la Fundación de Uriangato, en cuyo festejo del año 2009 se encendieron candiles de ocote en el atrio de la Parroquia de San Miguel Arcángel. Esta tradición, junto a los Tapetes Uriangato son las principales expresiones del folclore local, ampliamente conocidas en la Zona Metropolitana del Sur de Guanajuato.